# Schloss Oberehe

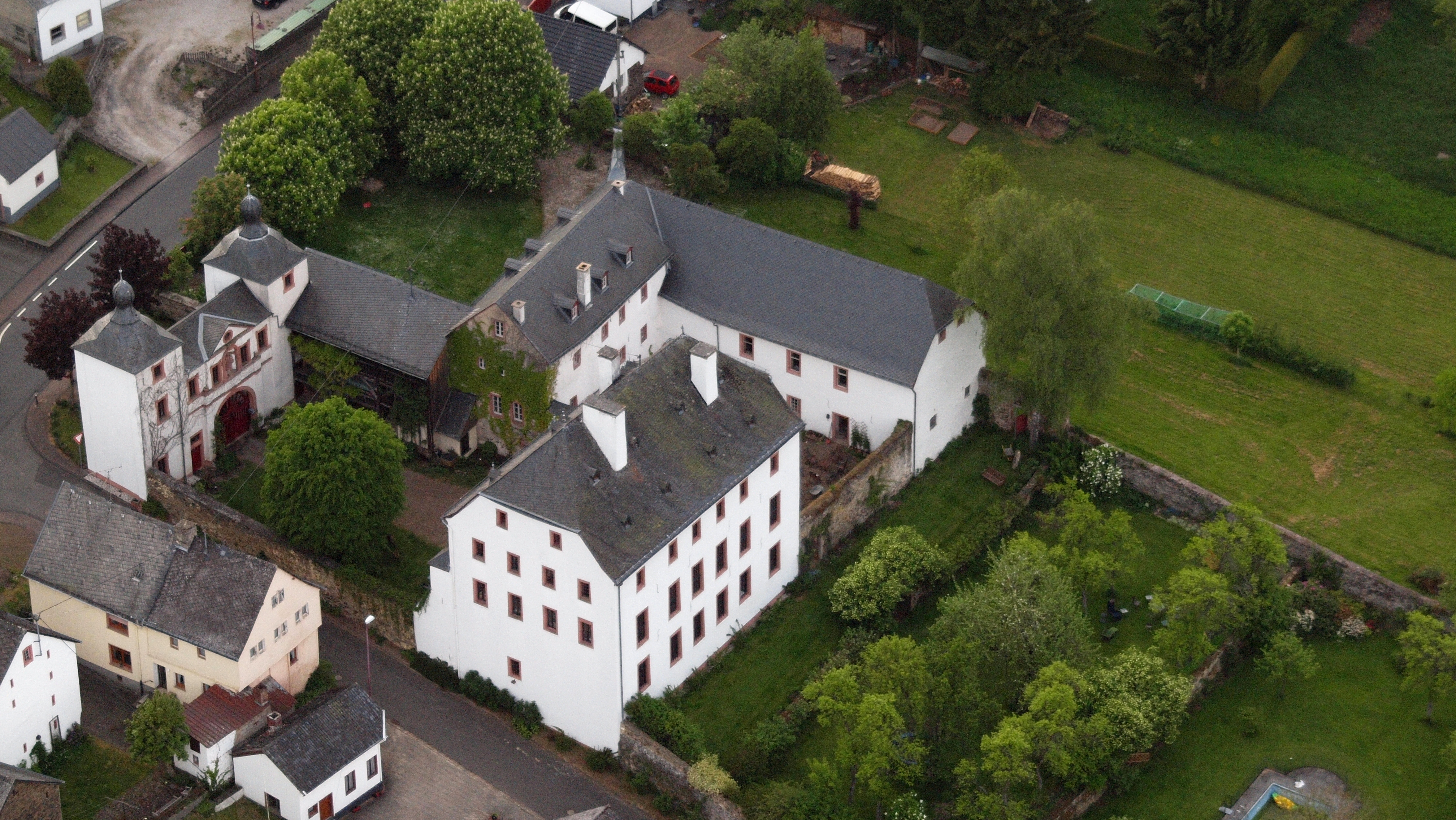
Schloss Oberehe, Luftbild (2015)

Schloss Oberehe, lokal auch Burg Oberehe genannt, ist ein ehemaliger Adelssitz im Ortsteil Oberehe der rheinland-pfälzischen Gemeinde Oberehe-Stroheich. Das schlichte Landschloss ging aus einem befestigten Gutshof hervor, der Ende des 17. Jahrhunderts im Stil des Frühbarocks neu errichtet wurde, und ist ein gutes Beispiel für einen befestigten ländlichen Wirtschaftshof, der in der Barockzeit durch seinen adeligen Besitzer ein neues Aussehen erhielt. Das Anwesen liegt direkt an der durch Oberehe führenden Bundesstraße 421 und steht unter Denkmalschutz. Seit 1988 ist es zudem als schutzwürdiges Kulturgut im Sinne der Haager Konvention eingestuft.

## Geschichte
Die Ursprünge des Adelssitzes sind bislang ungeklärt, wahrscheinlich wurde er Ende des 12. Jahrhunderts gegründet. 1333 wurde ein „Herr von Ober E“ als Burgmann des Gerhard von Blankenheim urkundlich erwähnt. Seine Familie besaß einen befestigten Gutshof im Ahbachtal, der über die Urenkelin an deren Ehemann Wilhelm von Heyer gelangte. Weitere in Oberehe begüterte Geschlechter waren die Familien von Orsbeck und von Kolff sowie die Familie von Gymnich. 1492 belehnte Graf Johann von Manderscheid-Blankenheim-Gerolstein Thomas Print von Horchheim, genannt Broel, mit „gude und gerechtigkeit zo Overee“. Beim Tod von Thomasʼ Enkel Richard von der Broel erbten 1643 seine beiden Schwiegersöhne je eine Hälfte des Anwesens. Richards Tochter Maria Elisabeth hatte in zweiter Ehe Johann Bertram von Gertzen, Freiherr zu Sinzig, geheiratet und brachte ihm eine Hälfte von Oberehe zu. Ihre Schwester Maria Katharina war mit Wilhelm Spies von Büllesheim zu Schweinheim verheiratet, der deshalb den übrigen Teil von Oberehe erbte. Der Sinziger Anteil gelangte 1673 durch Heirat in den Besitz der Familie von Pallandt, wovon 1692 eine Hälfte an die verwitwete Freifrau Johanna Lambertina kam. Sie verpfändete diesen Teil an den Schlossherrn von Malberg Johann Christoph von Veyder, der zugleich herzoglich Arenbergischer Oberamtmann in Kerpen war. Zwei Jahre später erwarb dieser auch die übrigen Teile von Oberehe und vereinte den Besitz damit wieder in einer Hand.
Weil ein Baugutachten die Anlage als baufällig beurteilte, ließ von Veyder große Teile des alten Anwesens niederlegen und an ihrer Stelle von 1696 bis 1698 die heutigen Gebäude im Stil des Barocks errichten. Einige Wirtschaftsgebäude aus dem Jahr 1667 wurden dabei in den Neubau einbezogen. Baron Ernst von Veyder verkaufte Schloss Oberehe im 18. Jahrhundert an den Freiherrn Johann Hugo von Metternich. Im Besitz seiner Familie blieb das Schloss bis zur französischen Besatzungszeit, als das Gebiet um Oberehe von französischen Revolutionstruppen besetzt wurde. Schloss Oberehe wurde konfisziert und am 12. November 1807 in neun Teilen versteigert. Alle wurden sie von dem reichen Großgrundbesitzer Heinrich Becker aus Rockeskyll ersteigert, wobei er für das Herrenhaus des Schlosses samt Neben- und Wirtschaftsgebäuden 6325 Francs zu zahlen hatte. Seine Familie ließ 1913 einen Pavillonturm im Garten mit Mitteln des Rheinischen Vereins instand setzen. 1924 erfuhr auch der Torbau eine Überholung. Zu jener Zeit wurde er als Jugendherberge genutzt, nachdem er zuvor als Jägerhaus gedient hatte. in den 1930er Jahren folgte die Instandsetzung der hölzernen Galerie, die sich dem Torbau an dessen Hofseite anschließt. Die Familie Becker besaß die Anlage bis 1972 und nutzte sie zu landwirtschaftlichen Zwecken. In jenem Jahr erwarb sie die aus Niederbayern stammende Familie Graf von Preysing, die das Anwesen in den 1980er Jahren instand setzte und restaurierte.

## Beschreibung

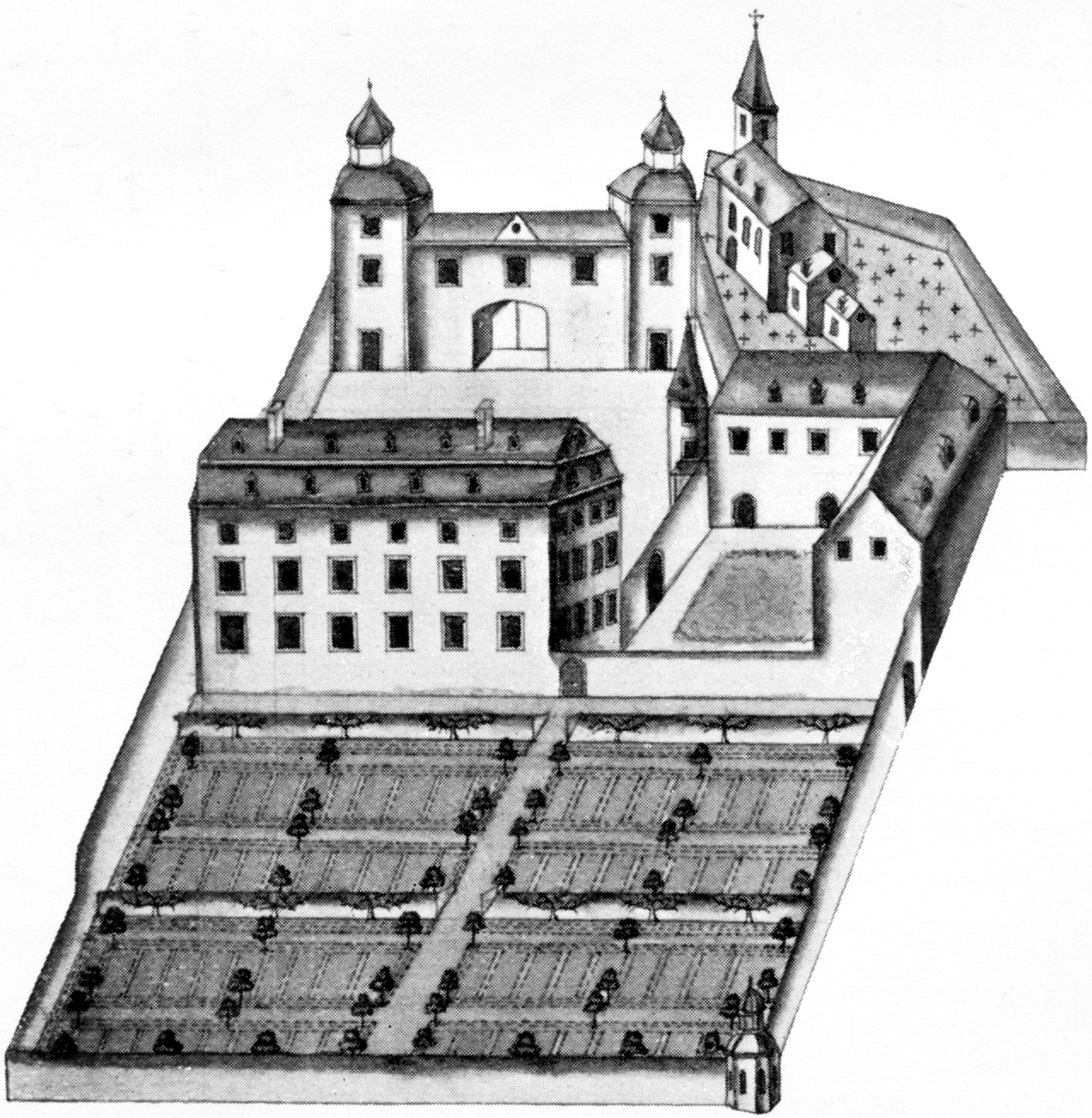
Ostansicht des Schlosses aus der Vogelperspektive auf einer Flurkarte von 1789/92

Der heutige Baubestand der Schlossanlage präsentiert sich dem Betrachter im Wesentlichen noch so wie die Ansicht auf einer Flurkarte von 1789/92. Lediglich die darauf noch zu sehende Kirche wurde 1900/1901 abgerissen. Die 85 Meter lange und 40 bis 50 Meter breite Schlossanlage mit fast trapezförmigem Grundriss ist rundherum von einer Ringmauer umgeben.
Mittelpunkt ist ein schlichtes Herrenhaus mit schiefergedecktem Krüppelwalmdach. Der dreigeschossige Bau erhebt sich auf einem rechteckigen Grundriss und besitzt Bruchsteinmauerwerk, das verputzt ist. Seine Längsseiten sind durch Rechteckfenster mit Rahmungen aus rotem Sandstein in sechs Achsen unterteilt. Das mittig liegende, zweiflügelige Eingangsportal wird von Säulen flankiert und ist von einem Segmentbogengiebel bekrönt. In dessen Mitte befindet sich ein Oberlicht, das ein von französischen Revolutionstruppen zerstörtes Wappen der Familie von Veyder ersetzt. Über dem Giebel befindet sich eine Inschriftentafel, die Johann Christoph von Veyder als Bauherrn des Gebäudes ausweist. Maueranker in Form der Jahreszahl 1696 datieren es in jenes Jahr. Im Erdgeschoss sind in den Wohnräumen noch alte Stuckdecken erhalten. Im Südteil liegt eine sehr große Küche. Eine breite Steintreppe führt vom Erdgeschoss in die oberen Stockwerke.
An der Ostseite des Herrenhauses liegen die Reste eines einst dreistufigen Terrassengartens aus der Zeit des Barocks. An der Nordost-Ecke seiner Umfassungsmauer steht ein sechseckiger, turmartiger Gartenpavillon mit schiefergedeckter Welscher Haube und Laterne. Im Inneren besitzt er eine lichte Weite von zwei Metern und ist mit einer Stuckdecke ausgestattet. Heute ist der Pavillon zu einer kleinen Kapelle umgestaltet, die dem heiligen Johannes gewidmet ist.
Zugang zum Anwesen gewährt an dessen Westseite ein großer Torbau, der im Gegensatz zum Herrenhaus nicht schlicht gehalten ist. Seine Gestaltung tradiert das Motiv der Doppelturmtore, wie sie im Rheinland und in der Eifel häufig vorkamen. Die breite Tordurchfahrt ist von Pilastern gerahmt, die einen flachen Segmentbogengiebel tragen. In dessen Giebelfeld findet sich das Wappen Johann Christoph von Veyders. Zu beiden Seiten der Tordurchfahrt stehen quadratische Türme mit glatten Ecklisenen. Ihre achteckigen Hauben enden in zwiebelförmigen Dachaufsätzen. Zur Felsseite besitzt der Torbau im Erdgeschoss sechs Schießscharten, die aufgrund ihrer Form aber nur sehr eingeschränkt nutzbar waren. Sie dienten wohl eher als Herrschaftssymbol, als dass ihnen praktischer Nutzen zukam. Hofseitig findet sich über der Tordurchfahrt eine Nische mit einer Madonnenstatue. Gemeinsam mit den beiden flankierenden Fenstern ist sie von einem Dreiecksgiebel mit Ochsenauge bekrönt. An seiner Nordost-Ecke schließt sich dem Tor ein Fachwerkbau aus dem 19. Jahrhundert an. Seine hölzerne Galerie gewährt Zugang zu den Obergeschossen des Torhauses. Zugleich fungierte er als Verbindungstrakt zum L-förmigen Wirtschaftshof an der Nordseite des Anwesens.